# Дубрава (Стон)
Дубрава је насељено место у саставу општине Стон, Дубровачко-неретванска жупанија, Република Хрватска.

## Географски положај
Дубрава се налази у континенталном делу полуострва Пељешца, на локалном путу, који се одваја од главног пута који повезује места на Пељешцу од Стона до Ловишта и води до Жуљане на мору.
Становници се баве пољопривредом.

## Историја
До територијалне реорганизације у Хрватској налазила се у саставу старе општине Дубровник.

## Становништво
На попису становништва 2011. године, Дубрава је имала 133 становника.
| Број становника по пописима | Број становника по пописима | Број становника по пописима | Број становника по пописима | Број становника по пописима | Број становника по пописима | Број становника по пописима | Број становника по пописима | Број становника по пописима | Број становника по пописима | Број становника по пописима | Број становника по пописима | Број становника по пописима | Број становника по пописима | Број становника по пописима | Број становника по пописима |
| --------------------------- | --------------------------- | --------------------------- | --------------------------- | --------------------------- | --------------------------- | --------------------------- | --------------------------- | --------------------------- | --------------------------- | --------------------------- | --------------------------- | --------------------------- | --------------------------- | --------------------------- | --------------------------- |
| 1857                        | 1869                        | 1880                        | 1890                        | 1900                        | 1910                        | 1921                        | 1931                        | 1948                        | 1953                        | 1961                        | 1971                        | 1981                        | 1991                        | 2001                        | 2011                        |
| 0                           | 0                           | 172                         | 199                         | 238                         | 215                         | 214                         | 210                         | 205                         | 192                         | 186                         | 157                         | 129                         | 161                         | 145                         | 133                         |

Напомена: У 1857. и 1869. подаци су садржани у насељу Томиславовац.

### Попис1991.
На попису становништва 1991. године, насељено место Дубрава је имало 161 становника, следећег националног састава:
| Попис 1991.‍ | Попис 1991.‍ | Попис 1991.‍ | Попис 1991.‍ | Попис 1991.‍ |
| ----------- | ----------- | ----------- | ----------- | ----------- |
|             |             |             |             |             |
| Хрвати      | Хрвати      |             | 159         | 98,75%      |
| непознато   | непознато   |             | 2           | 1,24%       |
| укупно: 161 |             |             |             |             |